# Gehenna
Gehenna je norveški black metal-sastav. Osnovan je 1993. u Stavangeru.

## Životopis
Gehennu su osnovali u siječnju 1993. izvorni članovi Sanrabb, Dolgar i Sir Vereda. Nakon njihovog prvog demoalbuma, Black Seared Heart, Sir Vereda je napustio sastava zbog pravnih problema, a zamijenio ga je Dirge Rep. Sastav je također angažirao Svartalv kao basista tijekom tog vremena.
Godine 1994. diskografska kuća Necromantic Gallery Productions objavila je EP sastava, Ancestor of the Darkly Sky, a Gehenna je potpisao i otkazao ugovor s No Fashion Records; ušli su u studio kako bi snimili cjelovečernji album u siječnju 1994., ali je "otkazano zbog nedostatka novca NFR-a". Tri nedovršene pjesme iz ove studijske sesije pojavljuju se na reizdanju Black Seared Heart preko Holycaust Recordsa. Svirali su na "legendarnom Zonenovom koncertu, koji je doveo do pojavljivanja u sada "kultnom" norveškom Black Metal dokumentarcu 'Det Svarte Alvor'". Gehenni pridružio je Sarcana 1994. i svirali su na festivalu održanom u Lusa Lottes Metal Pubu u Oslu, sa sastavima Dark Funeral, Gorgoroth, Dissection i Enslaved. Potpisali su i za Head Not Found i za Cacophonous Records; prvi su objavili svoj EP First Spell, drugi su izdali Gehennin prvi studijski album, Seen Through the Veils of Darkness (The Second Spell) 1995. Na albumu je gostovao Garm iz skupine Arcturus i Ulver koji je pjevao na pjesmi Vinterriket.
Godine 1996. Gehenna izdaje svoj drugi studijski album, Malice (Our Third Spell), a Svartalv napušta sastav. Noctifer ga je zamijenio, ali ga je zamijenio E.N. Death. Gehenna je nastupio na festivalu Under the Black Sun i bio na europskoj turneji s Mardukom i Mysticumom.
Godine 1997. Sarcana i Dirge Rep napustili su sastav i zamijenili su ih Damien i Blod. Gehenna je potpisala ugovor s Moonfog Productions, koji je izdao EP Deadlights i album Adimiron Black (sa Sarcanom na naslovnoj pjesmi i "Eater of the Dead") 1998. Damien napustio je sastav 1998. U Oslu su nastupili s Dødheimsgardom i Gorgorothom.
Godine 2000. sastav je objavio Murder. E.N. Death je napustio sastav, Nekro im se pridružio i napustio, Amok i Kine pridružili su se Gehenni, a Blod je otišao i zamijenio ga je S. Winter.
Sastav je planirao snimiti svoj sljedeći album u srpnju 2002., ali prava su snimanja održana 2004., nakon Dolgarovog povratka u Gehennu. Album WW objavljen je 2005., a na njemu je gostovao Frost. Gehenna je nastupala na By:larm Stavanger, Zone Trondheim, Inferno Metal Festival i Codevilla, Thunder Road (Milano). S.Winter i Kine napustili su sastav.
Godine 2006. Gehenna je potpisala za ANP Records. Dirge Rep se vratio kao koncertni glazbenik, a Martin se pridružio kao koncertni član. Nastupili su s Thundrom na Tributeu u Sandnesu. Godine 2007. prethodni ugovor potpisan s ANP Records je otkazan, a Dirge Rep ponovno postaje stalni član. Sastav je s Mayhemom nastupio u Folkenu u Stavangeru i planirao novi album. Godine 2008. Gehenna je objavila da su potpisali ugovor s norveškim Indie Recordings. Godine 2009. Skinndød je zamijenio Amoka kao gitarista.
Godine 2012. Dirge Rep je ponovno napustio sastav nakon nastupa na Wacken Open Air festivalu u Njemačkoj i odmah ga je zamijenio Slaktaren.
Godine 2013., pet godina nakon potpisivanja ugovora za Indie Recordings, Gehenna je konačno snimila i izdala novi album Unravel. Ovo su bil prvi album Skinndøda i Slaktarena za Gehennu i prvi album grupe na kojem je Sanrabb jedini glavni vokal.
Dolgar je otišao nakon što je album završio i zamijenio ga je Byting, dok je Sanrabb preuzeo sve daljnje vokalne dužnosti.

## Članovi
| Sadašnji članovi - Sanrabb – bas-gitara (1993.), solo-gitara, vokal (1993. – danas), klavijature (1993., 2000., 2005.) - Skinndød – gitara (2011. – danas) - Slátrarinn – bubnjevi (2012. – danas) Bivši članovi - Dolgar – bas-gitara (1993., 2000. – 2012.), klavijature (1993.), vokal (1993. – 2012.), ritam gitara (1994. – 2000.) - Svartalv – bas-gitara (1993. – 1996.), prateći vokal (1995.) - Dirge Rep – bubnjevi (1993. – 1997., 2006. – 2012.), tamburin (1995.) - Sir Vereda – bubnjevi, udaraljke (1993.) - Sarcana – klavijature, orgulje (1994. – 1997.) - Noctifer – bas-gitara (1996.) - E.N. Death – bas-gitara (1996. – 2000.) - Blod – bubnjevi, udaraljke (1998. – 2001.) - Damien – klavijature (1998. – 1999.) - Amok – gitara (2000. – 2011.) - Kine Hult – klavijature (2000. – 2005.) - S. Winter – bubnjevi (2001. – 2005.) - Byting – bas-gitara (2013. – 2017.) - Acheron – bas-gitara (2017. – 2019.) | Koncertni članovi - Sebastian Waldejer – klavijature - Hans Jakob Bjørnheim – klavijature - Henker – klavijature (2015. – danas) - DezeptiCunt – bas-gitara (2023. – danas) - Jacob Yttredal – bubnjevi - Trish Kolstad – bubnjevi - Godhate – gitara - Doessasmiral – vokal - Nag – nepoznata (2000.) - Kjetil-Vidar Haraldstad – bubnjevi (2005. – 2006.) - Dirge Rep – bubnjevi (2014., 2019.) - Byting – bas-gitara (2019.) |

## Diskografija
| Studijski albumi - Seen Through the Veils of Darkness (The Second Spell) (1995.) - Malice (Our Third Spell) (1996.) - Adimiron Black (1998.) - Murder (2000.) - WW (2005.) - Unravel (2013.) | EP-ovi - Ancestor of the Darkly Sky (1993.) - First Spell (1994.) - Deadlights (1998.) Demoalbumi - Black Seared Heart (1993.) - Rehearsal '94 (1994.) |